# François Marty
Gabriel Auguste François Marty (Vaureilles, 18 de maio de 1904 - Villefranche-de-Rouergue, 16 de fevereiro de 1994) foi um cardeal católico romano e arcebispo de Paris.

## Biografia
Ele nasceu em Vaureilles, Pachins, na França. Sua família era fazendeira. Seu primeiro nome batismal foi Gabriel; mas ele usou seu segundo, François, para evitar confusão com um colega de classe (sem parentesco) que também foi chamado de Gabriel Marty. Educado no Seminário de Rodez e no Instituto Católico de Toulouse, recebeu a ordenação sacerdotal em 28 de junho de 1930, em Rodez. Ele trabalhou como pastor na diocese de Rodez de 1930 a 1951, e depois serviu como vigário geral da diocese em 1952.

### Episcopado
O Papa Pio XII nomeou-o bispo de Saint-Flour em 1 de fevereiro de 1952. Ele foi promovido a arcebispo titular de Hemesa e nomeado arcebispo coadjutor de Reims. Ele sucedeu à sede metropolitana de Reims em 9 de maio de 1960. Como arcebispo de Reims, ele participou do Concílio Vaticano II. Ele foi eleito vice-presidente da Conferência Episcopal da França de 31 de maio de 1966 a 26 de maio de 1969 e foi então eleito seu presidente, servindo até 24 de outubro de 1975. Ele foi transferido para a sede metropolitana de Paris em 26 de março de 1968.

### Cardinalato
Foi criado cardeal e nomeado cardeal-sacerdote de São Luís dos Franceses pelo Papa Paulo VI no consistório de 28 de abril de 1969. Participou dos conclaves que elegeram o Papa João Paulo I e o Papa João Paulo II. Ele renunciou ao governo pastoral da arquidiocese, em 31 de janeiro de 1981. Ele perdeu o direito de participar de qualquer outro conclave quando completou 80 anos de idade em 1984. Ele morreu em 16 de fevereiro de 1994 em um acidente de carro e trem.